# Ferrocarril del Pechora
El ferrocarril del Pechora (en ruso: Печорско-Европейская железнодорожная магистраль) es una línea ferroviaria de doble vía en el norte de la Rusia europea. Se conecta con el Ferrocarril Salejard-Igarka (Северная железная дорога) de los Ferrocarriles Rusos y su centro de administración está en Sosnogorsk. 
El ferrocarril del Pechora tiene más de 1500 km. y va desde Kónosha, en el óblast de Arjánguelsk,  en dirección nordeste a la rica región en materias primas alrededor de Vorkutá en los Urales polares. La sección Kónosha - Vorkutá es la más importante de la república Komi y sirve, sobre todo, para el transporte de carbón, petróleo y madera.
Empieza en Konosha, aproximadamente a 700 km al norte de Moscú, desde la línea ferroviaria de Yaroslavl-Vólogda-Arcángel. Desde Kotlas posee conexión de tren a Kirov, ya desde 1899. Desde la estación de Chum, aproximadamente 50 km antes de Vorkutá, sale el ramal para el Ferrocarril Salejard-Igarka, o del círculo Ártico, realizado en 1947, Las localidades más pobladas existentes a lo largo de la línea son: Velsk, Kotlas, Vitschegodski, Mikun, Yemva, Ujtá, Sosnogorsk, Pechora, e Intá

## Historia
En los años 1937-1942 se construyó el ferrocarril del Pechora, y contribuyó durante el Sitio de Leningrado en la Segunda Guerra Mundial como importante línea de comunicación. Desde 1937, se estableció el ramal Mikun - Vedinga - Siktivkar. En la construcción del ferrocarril hasta Vorkutá se utilizaron unos 10 000 prisioneros del gulag, a finales de la década de 1940. A parir de 1981 se desarrollaron los ramales a Usinsk y Troizko-Pechorsk. El final de la conexión Siktivkar - Arcángel está previsto entre Karpogori y Vendinga.